# Mouret (Cantal)
Pour les articles homonymes, voir Mouret.
Mouret est un village français situé sur la commune de Chalinargues, dans le département du Cantal.

## Géographie
Mouret se trouve sur la planèze de Chalinargues, à la limite des monts du Cantal et des monts du Cézallier. Le village est situé sur une colline qui surplombe un ruisseau éponyme, affluent de l'Allanche.

## Histoire
Avant 1789, Mouret était un village régi par le droit écrit. Il dépendait de la justice du doyen de Brioude, et ressortissait au bailliage de Saint-Flour, en appel de sa prévôté particulière. Son église, dédiée à sainte Madeleine, a été érigée en chapelle vicariale, par ordonnance royale du 14 janvier 1827 et en succursale par une autre ordonnance du 25 juin 1842.
Mouret fait partie de la commune de Chalinargues et forme une section communale à l’intérieur de celle-ci.

## Galerie

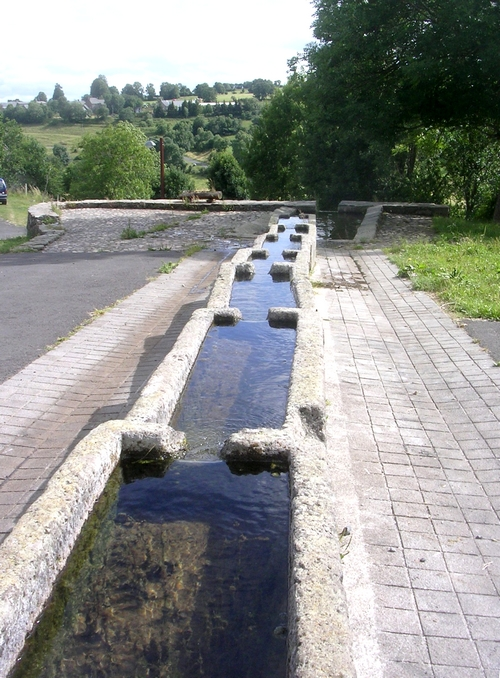
Abreuvoir à Mouret.
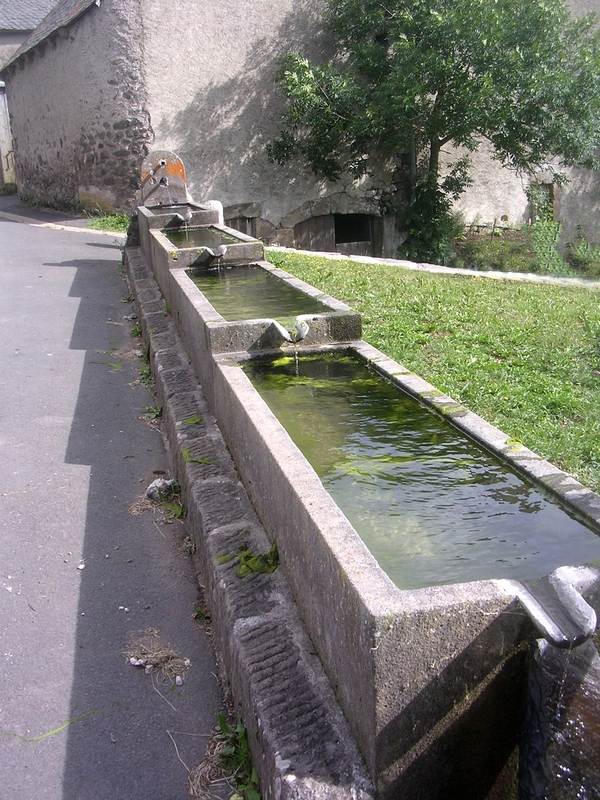
Abreuvoir à Mouret.
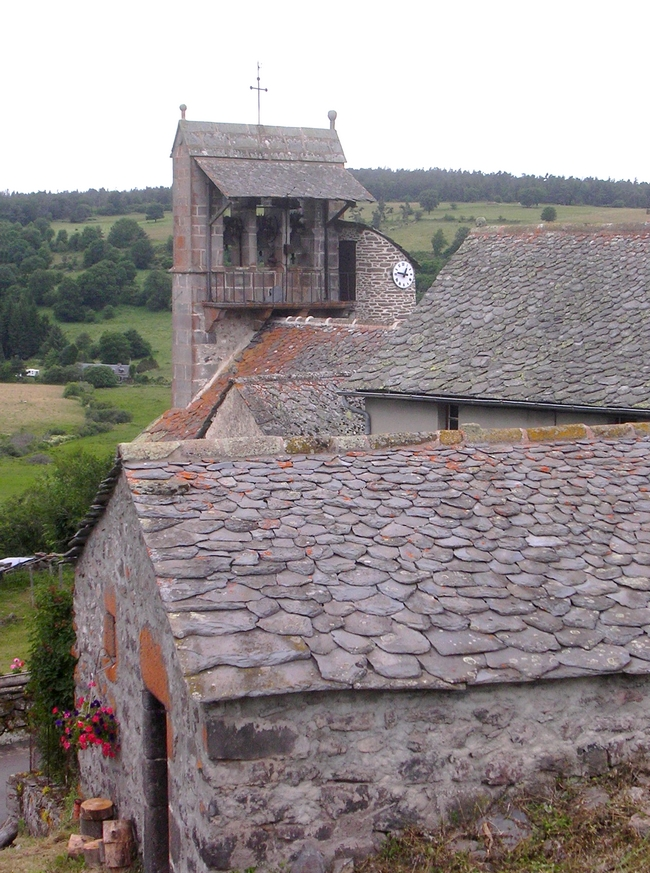
Église Sainte-Madeleine de Mouret et four banal.